# دین پارت
دین پارت (انگلیسی: Dean Parrett؛ زادهٔ ۱۶ نوامبر ۱۹۹۱) بازیکن فوتبال اهل بریتانیا است.
از باشگاه‌هایی که در آن بازی کرده‌است می‌توان به باشگاه فوتبال چارلتون اتلتیک، باشگاه فوتبال استیونج، باشگاه فوتبال یئوویل تاون، باشگاه فوتبال تاتنهام هاتسپر، باشگاه فوتبال سوئیندون تاون، باشگاه فوتبال آلدرشات تاون، و باشگاه فوتبال پلیموث آرگیل اشاره کرد.
وی همچنین در تیم‌های ملی فوتبال زیر ۱۶ سال انگلستان، زیر ۱۷ سال انگلستان، زیر ۱۹ سال انگلستان، و زیر ۲۰ سال انگلستان بازی کرده‌است.